# Латеранский обелиск
Латеранский обелиск (итал. L'Obelisco Lateranense) — один из обелисков Рима, Италия. Самый большой подлинный древнеегипетский обелиск в мире, стоящий вертикально (его превосходит размерами только Асуанский обелиск, который никогда не был закончен и так и остался лежать в асуанском карьере горизонтально). 

## История и описание

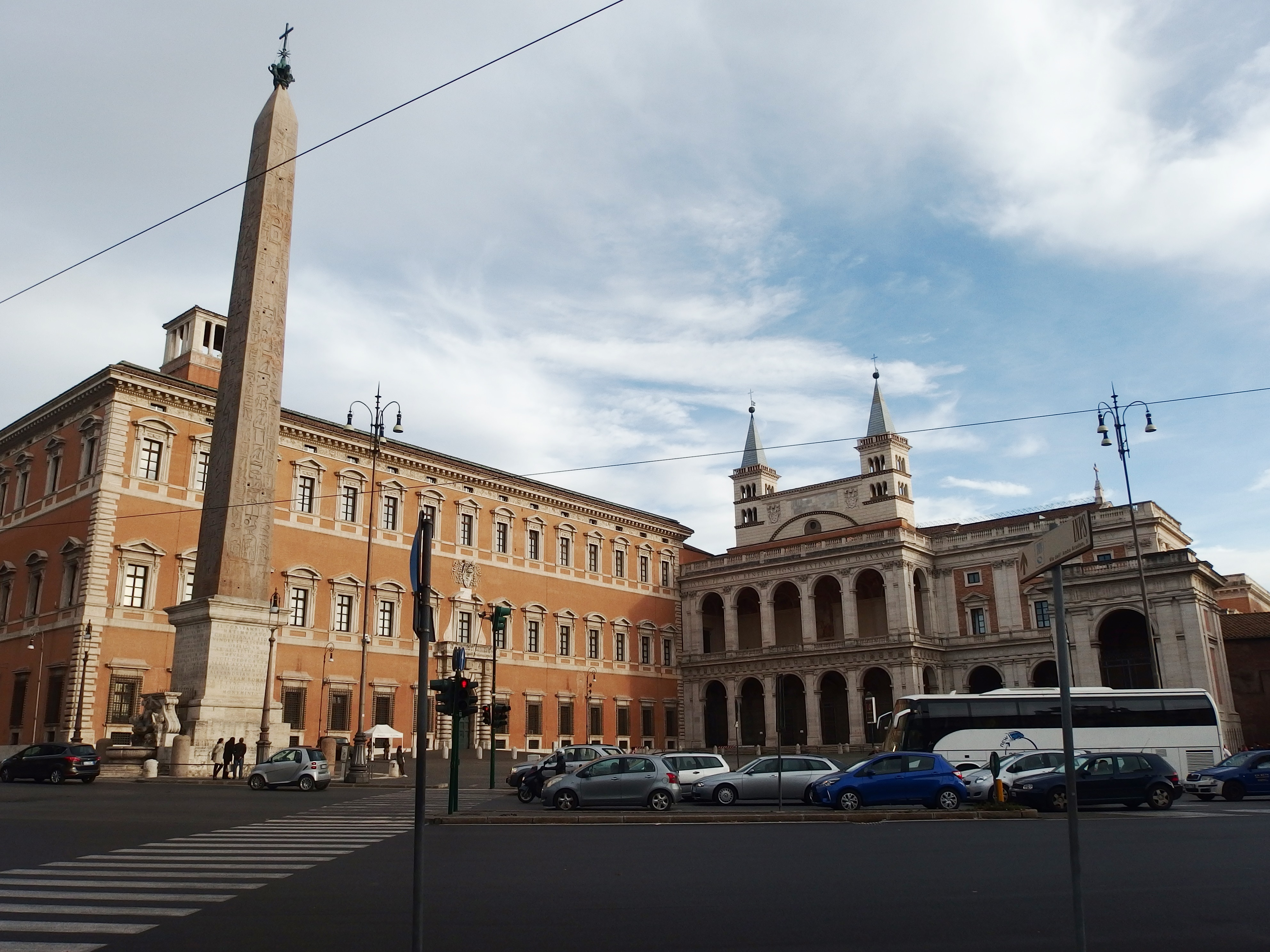
Латеранский обелиск на фоне одноименных базилики и дворца.

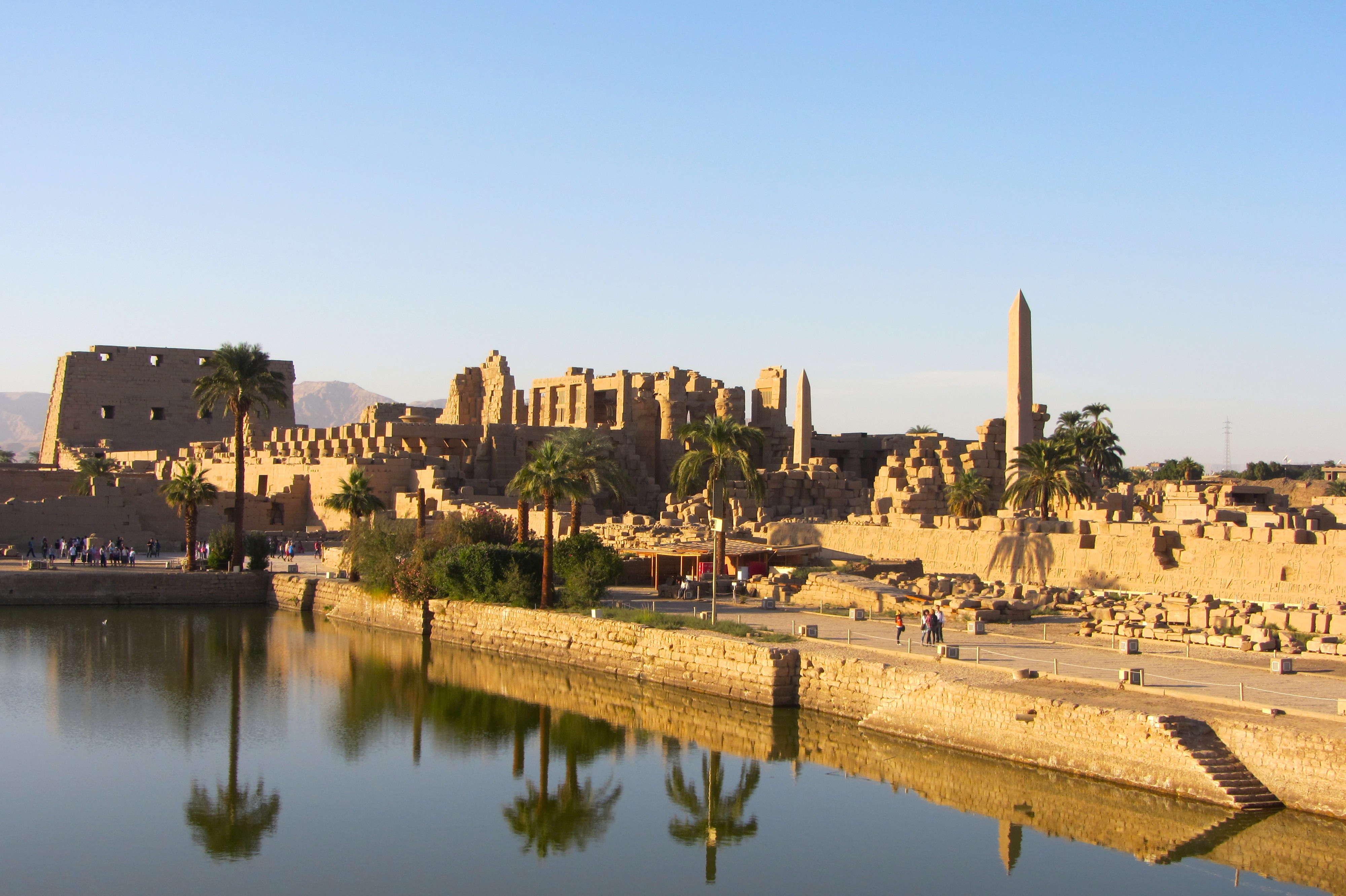
Храм Амона в Карнаке — место, где обелиск находился первоначально. Современный вид.

Создание обелиска было начато около 3 500 лет назад по приказу фараона Тутмоса III. Однако первоначально габариты обелиска показались строителям чрезмерными и он так и остался лежать в карьере. Внук Тутмоса III, фараон Тутмос IV, повелел продолжить работу над обелиском. При нём он был закончен и установлен в египетском Карнаке к востоку от храма Амона. Тогда же на обелиске была высечена надпись египетскими иероглифами, рассказывающая вкратце историю его создания и упоминающая обоих фараонов.
В 357 году н.э. римский император Констанций II организовал перевозку древнего (на тот момент уже почти двухтысячелетнего) обелиска в Рим из Александрии (куда он был перевезён из Карнака несколько ранее императором Константином) через Средиземное море морским путём, что было весьма нетривиальной задачей в то время. В Риме обелиск был установлен в Большом цирке (ипподроме, на  котором проводились гонки на колесницах), чтобы служить поворотным знаком на «гоночной трассе».
После падения Римской империи Большой цирк был заброшен, а обелиск был сброшен на землю, причём разломился на три части, и со временем засыпан культурным слоем («грязью и обломками»). Из под них обелиск был извлечён только тысячу лет спустя, в 1580-х годах, по приказу просвещённого Папы Римского Сикста V, который организовал поиски, реставрацию и подъём древних обелисков по всему Риму. Этими работами, по указанию Папы, руководил архитектор Доменико Фонтана. 
После реставрации, обелиск, который стал примерно на 4 метра короче, был в 1588 году торжественно воздвигнут на площади перед Латеранской базиликой и Латеранским дворцом — тогдашней резиденций Римских Пап. Стоявший ранее на этом месте древнеримский конный памятник Марку Аврелию был перенесён на Капитолийский холм.  
Иероглифы с посвятительной надписью Тутмоса, покрывающей все «тело» обелиска, до сих пор сохранились и хорошо читаются. Постамент был заменён Фонтаной на новый, несмотря на то, что прежний постамент в 1580-е годы всё еще существовал и стоял на своём первоначальном месте. В ту же эпоху с первоначального постамента было переписано украшавшее его стихотворное посвящение, описывающее перевозку и установку обелиска императором Констанцием. Благодаря этому текст посвящения сохранился до наших дней. В дальнейшем первоначальный постамент был утрачен. 
На нынешнем постаменте содержится посвятительная надпись, которая кратко пересказывает историю обелиска и упоминает Константина (но не Констанция), а также подпись Фонтаны.
Наверху обелиска Фонтана установил навершие сложной формой с четырьмя бронзовыми львами и крестом, которое находится там и в настоящее время. 
Высота собственно обелиска — 32 метра, с крестом и постаментом, добавленными Фонтаной — 45,7 метра.